# Сорина, Арнольд
Арнольд Сорина (англ. Arnold Sorina; 1 июня 1988, Порт-Вила) — вануатский легкоатлет, специалист по бегу на средние дистанции. Выступал за национальную сборную Вануату по лёгкой атлетике в период 2006—2012 годов, двукратный чемпион Океании, серебряный и бронзовый призёр Тихоокеанских игр, участник летних Олимпийских игр в Лондоне.

## Биография
Арнольд Сорина родился 1 июня 1988 года в городе Порт-Вила, Вануату.
Первого серьёзного успеха на взрослом международном уровне добился в сезоне 2006 года, когда вошёл в основной состав национальной сборной Вануату и побывал на чемпионате Океании в Апиа, откуда привёз награду бронзового достоинства, выигранную в беге на 800 метров. Также выступил на чемпионате мира среди юниоров в Пекине и на Играх Содружества в Мельбурне, однако попасть здесь в число призёров не смог.
В 2007 году на Южнотихоокеанских играх Апиа трижды поднимался на пьедестал почёта: получил бронзовые медали на дистанциях 800, 1500 метров и в эстафете 4 × 400 метров.
В 2009 году завоевал две серебряные медали на Тихоокеанских мини-играх в Раротонга, заняв вторые места в забегах на 800 и 1500 метров.
На чемпионате Океании 2010 года в Кэрнсе стал бронзовым призёром на восьмисотметровой дистанции. Стартовал на Играх Содружества в Дели: занял 31 место в беге на 400 метров, 15 место в беге на 800 метров, 12 место в эстафете 4 × 400 метров и 13 место в эстафете 4 × 100 метров.
В 2011 году одержал победу на чемпионате Океании в Апиа сразу в двух дисциплинах, беге на 800 метров и эстафете 4 × 400 метров. Добавил в послужной список серебро и бронзу, полученные в тех же дисциплинах на Тихоокеанских играх в Нумеа. Принимал участие в чемпионате мира в Тэгу.
Благодаря череде удачных выступлений Сорина удостоился права защищать честь страны на летних Олимпийских играх 2012 года в Лондоне — выходил на старт третьего отборочного забега на 800 метров, но занял в нём последнее восьмое место и не смог квалифицироваться в полуфинал. Вскоре по окончании лондонской Олимпиады принял решение завершить карьеру профессионального спортсмена, уступив место в сборной молодым вануатским бегунам.